# 帽子溪 (加利福尼亞州)
帽子溪（英語：Hat Creek）是位於美國加利福尼亞州沙斯塔縣的一個人口普查指定地區。

## 地理
帽子溪的座標為40°47′23″N 121°28′28″W / 40.78972°N 121.47444°W，而該地最高點為海拔高度1043米（即3422英尺）。

## 人口
根據2010年美國人口普查的數據，帽子溪的面積為129.975平方千米，當中陸地面積為129.537平方千米，而水域面積為0.442平方千米。當地共有人口309人，而人口密度為每平方千米2人。